# Caroline Lalive
Caroline Lalive (* 10. August 1979 in Truckee, Kalifornien) ist eine ehemalige US-amerikanische Skirennläuferin. Trotz ihrer Stärken in den schnellen Disziplinen Abfahrt und Super-G galt sie während ihrer aktiven Zeit als Allrounderin.

## Biografie
Lalive wurde als Tochter einer US-Amerikanerin und eines Schweizers geboren und wuchs zunächst in der Schweiz auf. Dort stand sie bereits als Zweijährige zum ersten Mal auf Skiern. Mit sechs Jahren bestritt sie ihr erstes Rennen. Ab 1996 gehörte Lalive der US-amerikanischen Skinationalmannschaft an. Nach ersten Erfolgen bei FIS-Rennen, im Nor-Am Cup und im Europacup bestritt sie im November 1996 ihr erstes Weltcuprennen. Ab der Saison 1997/98 trat sie regelmäßig im Weltcup an. Vier Mal fuhr sie auf den zweiten Platz (zwei Abfahrten und zwei Kombinationen), weitere 28 Mal war sie unter den besten zehn.
Bei großen Meisterschaften stand Lalive nur einmal ganz oben: 1999 wurde sie Juniorenweltmeisterin in der Kombination. In der Kombination war sie auch im Jahr zuvor bei den Olympischen Winterspielen in Nagano Siebte geworden. Caroline Lalive stand auch 2002 in Salt Lake City im US-Olympiateam, konnte aber keines ihrer drei Rennen beenden. Eine dritte Teilnahme bei Olympischen Spielen blieb ihr versagt, nachdem sie sich kurz vor Beginn der Spiele 2006 in Turin im Training die linke Kniescheibe gebrochen hatte. Nach einer Serie von weiteren Verletzungen erklärte sie im Sommer 2009 ihren Rücktritt vom aktiven Skirennsport.
Lalive ist seit 2012 mit dem ehemaligen Freestyle-Skier Nelson Carmichael verheiratet. Sie lebt mit ihm und zwei gemeinsamen Kindern (* 2015 und 2018) in Steamboat Springs, Colorado.

## Erfolge

### Olympische Spiele
- Nagano 1998: 7. Kombination

### Weltmeisterschaften
- Vail/Beaver Creek 1999: 28. Super-G
- St. Moritz 2003: 13. Kombination, 30. Abfahrt
- Bormio 2005: 12. Super-G

### Weltcup
- Saison 1999/2000: 2. Kombinationswertung
- Saison 2000/01: 2. Kombinationswertung
- 5 Podestplätze
- 25 weitere Platzierungen unter den besten zehn

### Kontinentalcups
- 2 Podestplätze im Europacup, davon 1 Sieg
- 8 Podestplätze im Nor-Am Cup, davon 1 Sieg

### Juniorenweltmeisterschaften
- Schladming 1997: 9. Slalom, 10. Super-G, 21. Abfahrt
- Pra Loup 1999: 1. Kombination, 4. Riesenslalom, 5. Super-G, 8. Abfahrt, 12. Slalom

### Weitere Erfolge
- 2 US-amerikanische Meistertitel (Slalom 2000, Super-G 2002)
- 5 Siege in FIS-Rennen